# Kammmolch-Biotop Palsterkamp
Kammmolch-Biotop Palsterkamp este o arie protejată (sit de importanță comunitară — SCI) din Germania întinsă pe o suprafață de 63,36 ha, integral pe uscat.

## Localizare
Centrul sitului Kammmolch-Biotop Palsterkamp este situat la coordonatele 52°18′53″N 8°06′02″E / 52.3147°N 8.1006°E.

## Înființare
Situl Kammmolch-Biotop Palsterkamp a fost declarat sit de importanță comunitară în ianuarie 2005 pentru a proteja 1 specie de animale.

## Biodiversitate
Situată în ecoregiunea continentală, aria protejată conține 5 habitate naturale: Fânețe de joasă altitudine (Alopecurus pratensis, Sanguisorba officinalis), Păduri de fag Luzulo-Fagetum, Păduri de fag Asperulo-Fagetum, Păduri de stejar sau de stejar și carpen sub-atlantice și medio-europene de Carpinion betuli, Păduri aluvionare cu Alnus glutinosa și Fraxinus excelsior (Alno-Padion, Alnion incanae, Salicion albae).
La baza desemnării sitului se află o specie protejată de  amfibieni: triton cu creastă (Triturus cristatus).